# ADO Den Haag in het seizoen 2011/12 (mannen)
In het seizoen 2011/12 komt de Haagse voetbalclub ADO Den Haag uit in de Eredivisie, KNVB Beker en de voorrondes van de Europa League.
De eerste officiële wedstrijd voor ADO Den Haag begon op 14 juli 2011 met de Europa Leaguewedstrijd tegen FK Tauras Tauragė uit Litouwen. De laatste officiële wedstrijd van het seizoen was de competitiewedstrijd tegen BV De Graafschap op 6 mei 2012.

## Statistieken

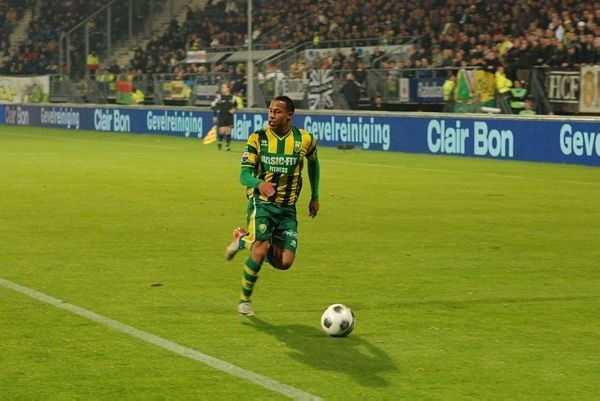
Clubtopscorer Tjaronn Chery

### Clubtopscorers 2011/2012
| Nr. | Naam             | Competitie | KNVB | Europees | Totaal |
| --- | ---------------- | ---------- | ---- | -------- | ------ |
| 1.  | Lex Immers       | 8          | 0    | 2        | 10     |
| 2.  | Charlton Vicento | 7          | 0    | 0        | 7      |
| 3.  | Tjaronn Chery    | 2          | 2    | 1        | 5      |
| 4.  | John Verhoek     | 5          | 0    | 0        | 5      |
| 5.  | Jens Toornstra   | 3          | 1    | 1        | 5      |
| 6.  | Mike van Duinen  | 3          | 0    | 0        | 3      |
| 7.  | Wesley Verhoek   | 2          | 0    | 0        | 2      |
| 8.  | Ebi Smolarek     | 2          | 0    | 0        | 2      |
| 9.  | Kenneth Omeruo   | 2          | 0    | 0        | 2      |
| 10. | Gábor Horváth    | 1          | 1    | 0        | 2      |
| 11. | Radosavljevič    | 1          | 0    | 0        | 1      |
| 12. | Marc Höcher      | 1          | 0    | 0        | 1      |

Bijgewerkt op 8 mei 2012

### Tussenstand ADO Den Haag in Nederlandse Eredivisie 2011/2012
| Stand | Gespeeld | Gewonnen | Gelijk | Verloren | Punten | Doelpunten voor | Doelpunten tegen | Gele kaarten | Rode kaarten |
| ----- | -------- | -------- | ------ | -------- | ------ | --------------- | ---------------- | ------------ | ------------ |
| 15    | 34       | 8        | 8      | 18       | 32     | 38              | 67               | 64           | 6            |

Bijgewerkt op 8 mei 2012

### Stand en punten historie
| 10 |

| 1 |

| 13 |

| 1 |

| 17 |

| 1 |

| 12 |

| 4 |

| 14 |

| 4 |

| 16 |

| 4 |

| 13 |

| 7 |

| 11 |

| 10 |

| 10 |

| 10 |

| 13 |

| 13 |

| 11 |

| 13 |

| 14 |

| 13 |

| 14 |

| 14 |

| 14 |

| 15 |

| 12 |

| 18 |

| 9 |

| 21 |

| 11 |

| 21 |

| 10 |

| 22 |

| 13 |

| 22 |

| 14 |

| 22 |

| 13 |

| 23 |

| 13 |

| 24 |

| 15 |

| 24 |

| 15 |

| 25 |

| 14 |

| 28 |

| 15 |

| 28 |

| 15 |

| 29 |

| 15 |

| 29 |

| 14 |

| 32 |

| 14 |

| 32 |

| 14 |

| 32 |

| 15 |

| 32 |

| 15 |

| 32 |

| 15 |

### Aantal punten per speelronde
| Speelronde | 1 | 2 | 3 | 4 | 5 | 6 | 7 | 8 | 9 | 10 | 11 | 12 | 13 | 14 | 15 | 16 | 17 | 18 | 19 | 20 | 21 | 22 | 23 | 24 | 25 | 26 | 27 | 28 | 29 | 30 | 31 | 32 | 33 | 34 | Totaal |
| ---------- | - | - | - | - | - | - | - | - | - | -- | -- | -- | -- | -- | -- | -- | -- | -- | -- | -- | -- | -- | -- | -- | -- | -- | -- | -- | -- | -- | -- | -- | -- | -- | ------ |
| Punten     | 1 | 0 | 0 | 3 | 0 | 0 | 3 | 3 | 0 | 3  | 0  | 0  | 1  | 1  | 3  | 3  | 0  | 1  | 0  | 0  | 1  | 1  | 0  | 1  | 3  | 0  | 1  | 0  | 3  | 0  | 0  | 0  | 0  | 0  | 32     |

### Aantal doelpunten per speelronde
| Speelronde | 1 | 2 | 3 | 4 | 5 | 6 | 7 | 8 | 9 | 10 | 11 | 12 | 13 | 14 | 15 | 16 | 17 | 18 | 19 | 20 | 21 | 22 | 23 | 24 | 25 | 26 | 27 | 28 | 29 | 30 | 31 | 32 | 33 | 34 | Totaal |
| ---------- | - | - | - | - | - | - | - | - | - | -- | -- | -- | -- | -- | -- | -- | -- | -- | -- | -- | -- | -- | -- | -- | -- | -- | -- | -- | -- | -- | -- | -- | -- | -- | ------ |
| Doelpunten | 0 | 2 | 0 | 3 | 0 | 2 | 2 | 3 | 1 | 1  | 0  | 0  | 2  | 1  | 3  | 2  | 0  | 3  | 0  | 0  | 1  | 1  | 0  | 0  | 2  | 0  | 1  | 0  | 3  | 0  | 1  | 1  | 0  | 3  | 38     |

### Toeschouwersaantallen
|              | ADO | AJA    | AZ    | EXC    | FEY    | GRA    | GRO    | HEE    | HER    | NAC    | N.E.C. | PSV    | RKC    | RJC    | TWE    | UTR    | VIT    | VVV    | Totaal  | Gemiddeld |
| ------------ | --- | ------ | ----- | ------ | ------ | ------ | ------ | ------ | ------ | ------ | ------ | ------ | ------ | ------ | ------ | ------ | ------ | ------ | ------- | --------- |
| ADO Den Haag |     | 12.000 | 8.756 | 12.000 | 13.248 | 14.273 | 10.134 | 12.079 | 10.500 | 11.884 | 12.000 | 12.710 | 13.000 | 14.003 | 12.000 | 11.350 | 11.792 | 11.884 | 176.092 | 11.739    |

#### Kaarten en schorsingen
| Club         | Speler                   | Gele kaart(en) speelronde 1 t/m 32 | Gele kaart(en) speelronde 33 en 34 | Gele kaart(en) van vorige club en van vorige seizoen in laatste 2 wedstrijden | Totaal aantal gele kaart(en) | Aantal geschorste wedstrijden door gele kaarten | Twee gele kaarten in 1 wedstrijd aan dezelfde speler | Rode kaart | Aantal geschorste wedstrijden door rode kaarten die in de eredivisie zijn gekregen | Aantal geschorste wedstrijden door rode kaarten uit andere competities | Aantal geschorste wedstrijden die door de KNVB-aanklager zijn opgelegd | Aantal openstaande schorsingen uit eerdere wedstrijden | Totaal aantal geschorste wedstrijden seizoen 2011/2012 |
| ------------ | ------------------------ | ---------------------------------- | ---------------------------------- | ----------------------------------------------------------------------------- | ---------------------------- | ----------------------------------------------- | ---------------------------------------------------- | ---------- | ---------------------------------------------------------------------------------- | ---------------------------------------------------------------------- | ---------------------------------------------------------------------- | ------------------------------------------------------ | ------------------------------------------------------ |
| ADO Den Haag | Lex Immers               | 9                                  | 0                                  | 0                                                                             | 9                            | 3                                               | 0                                                    | 0          | 0                                                                                  | 0                                                                      | 0                                                                      | 0                                                      | 3                                                      |
| ADO Den Haag | Christian Kum            | 8                                  | 0                                  | 0                                                                             | 8                            | 2                                               | 0                                                    | 0          | 0                                                                                  | 0                                                                      | 0                                                                      | 0                                                      | 2                                                      |
| ADO Den Haag | Jens Toornstra           | 7                                  | 0                                  | 1                                                                             | 8                            | 2                                               | 0                                                    | 0          | 0                                                                                  | 0                                                                      | 0                                                                      | 0                                                      | 2                                                      |
| ADO Den Haag | Aleksandar Radosavljevič | 7                                  | 0                                  | 0                                                                             | 7                            | 2                                               | 0                                                    | 0          | 0                                                                                  | 0                                                                      | 0                                                                      | 0                                                      | 2                                                      |
| ADO Den Haag | Christian Supusepa       | 5                                  | 0                                  | 0                                                                             | 5                            | 1                                               | 0                                                    | 1          | 1                                                                                  | 0                                                                      | 0                                                                      | 0                                                      | 2                                                      |
| ADO Den Haag | Ahmed Ammi               | 5                                  | 0                                  | 0                                                                             | 5                            | 1                                               | 0                                                    | 0          | 0                                                                                  | 0                                                                      | 0                                                                      | 0                                                      | 1                                                      |
| ADO Den Haag | John Verhoek             | 4                                  | 0                                  | 0                                                                             | 4                            | 0                                               | 0                                                    | 0          | 0                                                                                  | 0                                                                      | 0                                                                      | 0                                                      | 0                                                      |
| ADO Den Haag | Tjaronn Chery            | 3                                  | 0                                  | 1                                                                             | 4                            | 0                                               | 0                                                    | 0          | 0                                                                                  | 0                                                                      | 0                                                                      | 0                                                      | 0                                                      |
| ADO Den Haag | Gábor Horváth            | 3                                  | 0                                  | 0                                                                             | 3                            | 0                                               | 0                                                    | 1          | 1                                                                                  | 0                                                                      | 4                                                                      | 0                                                      | 5                                                      |
| ADO Den Haag | Charlton Vicento         | 3                                  | 0                                  | 0                                                                             | 3                            | 0                                               | 0                                                    | 0          | 0                                                                                  | 0                                                                      | 0                                                                      | 0                                                      | 0                                                      |
| ADO Den Haag | Kevin Visser             | 2                                  | 0                                  | 0                                                                             | 2                            | 0                                               | 0                                                    | 1          | 3                                                                                  | 0                                                                      | 0                                                                      | 0                                                      | 3                                                      |
| ADO Den Haag | Ali Boussaboun           | 2                                  | 0                                  | 0                                                                             | 2                            | 0                                               | 0                                                    | 1          | 2                                                                                  | 0                                                                      | 0                                                                      | 0                                                      | 2                                                      |
| ADO Den Haag | Wesley Verhoek           | 1                                  | 0                                  | 1                                                                             | 2                            | 0                                               | 0                                                    | 0          | 0                                                                                  | 0                                                                      | 0                                                                      | 0                                                      | 0                                                      |
| ADO Den Haag | Kenneth Omeruo           | 1                                  | 0                                  | 0                                                                             | 1                            | 0                                               | 1                                                    | 0          | 1                                                                                  | 0                                                                      | 0                                                                      | 0                                                      | 1                                                      |
| ADO Den Haag | Ramon Leeuwin            | 1                                  | 0                                  | 0                                                                             | 1                            | 0                                               | 0                                                    | 1          | 3                                                                                  | 0                                                                      | 0                                                                      | 0                                                      | 3                                                      |
| ADO Den Haag | Mitja Mörec              | 1                                  | 0                                  | 0                                                                             | 1                            | 0                                               | 0                                                    | 0          | 0                                                                                  | 0                                                                      | 0                                                                      | 0                                                      | 0                                                      |
| ADO Den Haag | Paul Mulders             | 1                                  | 0                                  | 0                                                                             | 1                            | 0                                               | 0                                                    | 0          | 0                                                                                  | 0                                                                      | 0                                                                      | 0                                                      | 0                                                      |
| ADO Den Haag | Chiró N'Toko             | 0                                  | 1                                  | 0                                                                             | 1                            | 0                                               | 0                                                    | 0          | 0                                                                                  | 0                                                                      | 0                                                                      | 0                                                      | 0                                                      |
| ADO Den Haag | Timothy Derijck          | 0                                  | 0                                  | 0                                                                             | 0                            | 0                                               | 0                                                    | 0          | 0                                                                                  | 0                                                                      | 0                                                                      | 1                                                      | 1                                                      |
| Totaal       | Totaal                   | 64                                 | 64                                 | -                                                                             | -                            | -                                               | 1                                                    | 5          | -                                                                                  | -                                                                      | -                                                                      | -                                                      | -                                                      |

Bijgewerkt op 8 mei 2012

## Selectie 2011/2012
| 1                                | Gino Coutinho            | Nederland | Doelman      | 34 | 0 | 0 | 0 | 0 | 0 | 0 | 0 | 0 | 0 | 4 | 0 | 1 | 0 | 0 | 38 | 0  | 1  | 0 | 0 |
| 2                                | Ahmed Ammi               | Nederland | Verdediger   | 23 | 0 | 5 | 0 | 0 | 2 | 0 | 0 | 0 | 0 | 4 | 0 | 0 | 0 | 0 | 29 | 0  | 5  | 0 | 0 |
| 3                                | Christian Kum            | Nederland | Verdediger   | 26 | 0 | 8 | 0 | 0 | 1 | 0 | 1 | 0 | 0 | 4 | 0 | 1 | 0 | 0 | 31 | 0  | 10 | 0 | 0 |
| 33                               | Gábor Horváth            | Hongarije | Verdediger   | 23 | 1 | 3 | 0 | 1 | 2 | 1 | 1 | 1 | 0 | 0 | 0 | 0 | 0 | 0 | 25 | 2  | 4  | 1 | 1 |
| 4                                | Kenneth Omeruo           | Nederland | Verdediger   | 9  | 2 | 2 | 1 | 0 | 0 | 0 | 0 | 0 | 0 | 0 | 0 | 0 | 0 | 0 | 9  | 2  | 2  | 1 | 0 |
| 5                                | Mitja Mörec              | Slovenië  | Verdediger   | 4  | 0 | 1 | 0 | 0 | 1 | 0 | 0 | 0 | 0 | 0 | 0 | 0 | 0 | 0 | 5  | 0  | 1  | 0 | 0 |
| 6                                | Ramon Leeuwin            | Nederland | Verdediger   | 11 | 0 | 1 | 0 | 1 | 0 | 0 | 0 | 0 | 0 | 4 | 0 | 0 | 0 | 0 | 15 | 0  | 1  | 0 | 1 |
| 7                                | John Verhoek             | Nederland | Middenvelder | 23 | 5 | 4 | 0 | 0 | 2 | 0 | 1 | 0 | 0 | 0 | 0 | 0 | 0 | 0 | 25 | 5  | 5  | 0 | 0 |
| 8                                | Kevin Visser             | Nederland | Middenvelder | 21 | 0 | 2 | 0 | 1 | 0 | 0 | 0 | 0 | 0 | 0 | 0 | 0 | 0 | 0 | 21 | 0  | 2  | 0 | 1 |
| 9                                | Lex Immers               | Nederland | Middenvelder | 31 | 8 | 9 | 0 | 0 | 2 | 0 | 0 | 0 | 0 | 4 | 2 | 1 | 0 | 0 | 37 | 10 | 10 | 0 | 0 |
| 10                               | Jens Toornstra           | Nederland | Middenvelder | 32 | 3 | 7 | 0 | 0 | 2 | 1 | 0 | 0 | 0 | 4 | 1 | 0 | 0 | 0 | 38 | 5  | 7  | 0 | 0 |
| 11                               | Ebi Smolarek             | Polen     | Aanvaller    | 12 | 2 | 0 | 0 | 0 | 0 | 0 | 0 | 0 | 0 | 0 | 0 | 0 | 0 | 0 | 12 | 2  | 0  | 0 | 0 |
| 12                               | Aleksandar Radosavljevič | Slovenië  | Middenvelder | 23 | 1 | 7 | 0 | 0 | 2 | 0 | 0 | 0 | 0 | 4 | 0 | 0 | 0 | 0 | 29 | 1  | 7  | 0 | 0 |
| 13                               | Filip Lukšík             | Slowakije | Verdediger   | 17 | 0 | 0 | 0 | 0 | 1 | 0 | 0 | 0 | 0 | 2 | 0 | 1 | 0 | 1 | 20 | 0  | 1  | 0 | 1 |
| 14                               | Tjaronn Chery            | Nederland | Middenvelder | 34 | 2 | 3 | 0 | 0 | 2 | 2 | 1 | 0 | 0 | 4 | 1 | 2 | 0 | 0 | 40 | 5  | 6  | 0 | 0 |
| 15                               | Wouter de Vogel          | Nederland | Middenvelder | 1  | 0 | 0 | 0 | 0 | 0 | 0 | 0 | 0 | 0 | 0 | 0 | 0 | 0 | 0 | 1  | 0  | 0  | 0 | 0 |
| 16                               | Paul Mulders             | Nederland | Middenvelder | 11 | 0 | 1 | 0 | 0 | 1 | 0 | 0 | 0 | 0 | 1 | 0 | 0 | 0 | 0 | 13 | 0  | 1  | 0 | 0 |
| 17                               | Marc Höcher              | Nederland | Middenvelder | 7  | 1 | 0 | 0 | 0 | 1 | 0 | 0 | 0 | 0 | 4 | 0 | 0 | 0 | 0 | 12 | 1  | 0  | 0 | 0 |
| 19                               | Jordy Brouwer            | Nederland | Aanvaller    | 0  | 0 | 0 | 0 | 0 | 0 | 0 | 0 | 0 | 0 | 1 | 0 | 0 | 0 | 0 | 1  | 0  | 0  | 0 | 0 |
| 19                               | Ali Boussaboun           | Marokko   | Aanvaller    | 14 | 0 | 1 | 0 | 2 | 0 | 0 | 0 | 0 | 0 | 0 | 0 | 0 | 0 | 0 | 14 | 0  | 1  | 0 | 2 |
| 20                               | Christian Supusepa       | Nederland | Verdediger   | 27 | 0 | 5 | 0 | 1 | 1 | 0 | 0 | 0 | 0 | 0 | 0 | 0 | 0 | 0 | 28 | 0  | 5  | 0 | 1 |
| 22                               | Robert Zwinkels          | Nederland | Doelman      | 0  | 0 | 0 | 0 | 0 | 2 | 0 | 0 | 0 | 0 | 0 | 0 | 0 | 0 | 0 | 2  | 0  | 0  | 0 | 0 |
| 24                               | Martijn de Zwart         | Nederland | Doelman      | 0  | 0 | 0 | 0 | 0 | 0 | 0 | 0 | 0 | 0 | 0 | 0 | 0 | 0 | 0 | 0  | 0  | 0  | 0 | 0 |
| 25                               | Jaap van Duijn           | Nederland | Aanvaller    | 0  | 0 | 0 | 0 | 0 | 0 | 0 | 0 | 0 | 0 | 1 | 0 | 0 | 0 | 0 | 1  | 0  | 0  | 0 | 0 |
| 26                               | Mike van Duinen          | Nederland | Aanvaller    | 16 | 3 | 0 | 0 | 0 | 1 | 0 | 0 | 0 | 0 | 0 | 0 | 0 | 0 | 0 | 17 | 3  | 0  | 0 | 0 |
| 27                               | Stanley Elbers           | Nederland | Aanvaller    | 14 | 0 | 0 | 0 | 0 | 1 | 0 | 0 | 0 | 0 | 0 | 0 | 0 | 0 | 0 | 15 | 0  | 0  | 0 | 0 |
| 28                               | Adil Tihouna             | Nederland | Middenvelder | 0  | 0 | 0 | 0 | 0 | 0 | 0 | 0 | 0 | 0 | 0 | 0 | 0 | 0 | 0 | 0  | 0  | 0  | 0 | 0 |
| 29                               | Tim de Rijk              | Nederland | Middenvelder | 0  | 0 | 0 | 0 | 0 | 0 | 0 | 0 | 0 | 0 | 0 | 0 | 0 | 0 | 0 | 0  | 0  | 0  | 0 | 0 |
| 34                               | Chiró N'Toko             | België    | Verdediger   | 10 | 0 | 1 | 0 | 0 | 0 | 0 | 0 | 0 | 0 | 0 | 0 | 0 | 0 | 0 | 10 | 0  | 1  | 0 | 0 |
| 36                               | Charlton Vicento         | Nederland | Aanvaller    | 25 | 7 | 3 | 0 | 0 | 1 | 0 | 0 | 0 | 0 | 4 | 0 | 0 | 0 | 0 | 30 | 7  | 3  | 0 | 0 |
| Bijgewerkt tot en met 8 mei 2012 |                          |           |              |    |   |   |   |   |   |   |   |   |   |   |   |   |   |   |    |    |    |   |   |

### Transfers
Zomerstop 2011: vertrokken
- John van den Brom → SBV Vitesse, transfersom: €600.000
- Pascal Bosschaart → Sydney FC
- Aleksandar Ranković → Partizan Belgrado
- Mitchell Piqué → Willem II
- Danny Buijs → Kilmarnock FC
- Serhat Köksal → verhuurd aan FC Dordrecht
- Giorgio Achterberg → verhuurd aan FC Dordrecht
- Roderick Gielisse → verhuurd aan FC Dordrecht
- Dmitri Boelykin → Ajax, was gehuurd van RSC Anderlecht
- František Kubík → FK Koeban Krasnodar
- Tom Boks → SVV Scheveningen
- Santy Hulst → FC Dordrecht, was verhuurd aan FC Dordrecht
- Raily Ignacio → SVV Scheveningen
- Lorenzo Piqué → FC Volendam
- Nico Pellatz → Sparta Rotterdam, was verhuurd aan SBV Excelsior
- Kai van Hese → Quick
- Joël Tillema → SVV Scheveningen
- Timothy Derijck → PSV, transfersom €750.000
- Kevin Tano → verhuurd aan FC Dordrecht
- Tom Beugelsdijk → weer verhuurd aan FC Dordrecht
- Donny van der Dussen → verhuurd aan FC Dordrecht

Zomerstop 2011: aangetrokken
- Paul Mulders → AGOVV Apeldoorn
- Wouter de Vogel → AZ, was verhuurd aan Telstar
- Tim de Rijk → eigen gelederen
- Marc Höcher → Helmond Sport
- Stanley Elbers → eigen gelederen
- Tjaronn Chery → FC Emmen
- Filip Lukšík → FK Senica
- Martijn de Zwart → Quick Boys
- Jaap van Duijn → Quick Boys
- Gábor Horváth → Videoton FC
- Mitja Mörec → Lyngby BK
- John Verhoek → gehuurd van Stade Rennais
- Kevin Tano → FC Volendam
- Tom Beugelsdijk → was verhuurd aan FC Dordrecht
- Donny van der Dussen → eigen gelederen

Winterstop 2012: vertrokken
- Wesley Verhoek → FC Twente
- Marc Höcher → verhuurd aan Willem II
- Wouter de Vogel → verhuurd aan FC Dordrecht
- Jordy Brouwer → Almere City FC, contract ontbonden op 12-10-2011
- Mitja Mörec → ...

Winterstop 2012: aangetrokken
- Ali Boussaboun → geen club
- Ebi Smolarek → Al Khor
- Milan Lalkovic → gehuurd van Chelsea
- Kenneth Omeruo → gehuurd van Chelsea
- Serhat Köksal → was verhuurd aan FC Dordrecht

## Technische staf
| Naam                | Functie           |
| ------------------- | ----------------- |
| Maurice Steijn      | Hoofdtrainer      |
| Henk Fraser         | assistent-trainer |
| Wilfred van Leeuwen | assistent-trainer |
| Max de Jong         | Keeperstrainer    |

## Uitslagen

### Oefenwedstrijden
| Datum + plaats   | Wedstrijd                          | Scheidsrechter | Uitslag | Scoreverloop |
| ---------------- | ---------------------------------- | -------------- | ------- | --- |
| 1 juli Den Haag  | Laakkwartier – ADO Den Haag        | Roelof Luinge  | 0 – 10  | 2. Immers 0-1, 15. Immers 0-2, 21. Verhoek 0-3, 29. Chery 0-4, 30. Toornstra 0-5, 37. Toornstra 0-6, 40. Immers (pen) 0-7, 42. Höcher 0-8, 47. De Vogel 0-9, 55. Van Duijn 0-10                                                                               |
| 2 juli Wassenaar | Graaf Willem II VAC – ADO Den Haag | Dick Jol       | 0 – 15  | 5. Immers 0-1, 7. Vicento 0-2, 14. Derijck 0-3, 26. Immers 0-4, 27. Toornstra 0-5, 32. Toornstra 0-6, 37. Immers 0-7, 40. Tim de Rijk 0-8, 43. Vicento 0-9, 46. Höcher 0-10, 57. Chery 0-11, 62. Faik 0-12, 64. Elbers 0-13, 66. Elbers 0-14, 76. Höcher 0-15 |
| 8 juli Kerkrade  | ADO Den Haag – AEK Larnaca         | Ed Janssen     | 1 – 2   | 34. Pavlou 0-1, 52. Höcher 1-1, 71. Mrdakovic 1-2 |

### UEFA Europa League
| 2e kwalificatieronde | FK Tauras Tauragė                                                | 2 – 3               | ADO Den Haag                 | Selectie ADO Den Haag: |
| donderdag 14 juli 2011 Aanvangstijd: 18:00. Plaats: Tauragė Vytautas stadion Toeschouwers: 2.300 Scheidsrechter: Batinic (Kro). | Jerkovic 55' (pen.) Seedorf 75' Kazimieras Gnedojus 90+4' (e.d.) | 1-0 1-1 2-1 2-2 2-3 | 72' Immers 82' (pen.) Immers | Coutinho, Ammi, Kum, Derijck, Leeuwin, Immers, Toornstra, Verhoek, Radosavljevič, Lukšík, Vicento 67' Chery Vicento 88' Höcher Chery            |
| |                                                                  |                     |                              | |
| 2e kwalificatieronde | ADO Den Haag                                                     | 2 – 0               | FK Tauras Tauragė            | Selectie ADO Den Haag: |
| donderdag 21 juli 2011 Aanvangstijd: 20:00 Plaats: Den Haag Kyocera Stadion Toeschouwers: 13.111 Scheidsrechter: Pamporidis     | Toornstra 45' Chery 80'                                          | 1-0 2-0             |                              | Coutinho, Ammi, Derijck, Leeuwin, Kum, Chery, Radosavljevic, Toornstra, Verhoek, Immers, Höcher WISSELS: 71' Vicento Höcher 85' van Duijn Chery |
| |                                                                  |                     |                              | |
| |                                                                  |                     |                              | |

| 3e kwalificatieronde | Omonia Nicosia                            | 3 – 0       | ADO Den Haag   | Selectie ADO Den Haag: |
| donderdag 28 juli 2011 Aanvangstijd: 20:30. Plaats: Nicosia New GSP Stadium Toeschouwers: 10.000 Scheidsrechter: Lorenc Jemini   | Alex 37' (pen.) Rengifo 58' Christofi 77' | 1-0 2-0 3-0 |                | Coutinho, Ammi, Kum, Derijck, Lukšík, Leeuwin, Radosavljevič, Toornstra, Immers, Verhoek, Höcher WISSELS: 45' Vicento Höcher 70' Chery Lukšík                      |
| |                                           |             |                | |
| 3e kwalificatieronde | ADO Den Haag                              | 1 – 0       | Omonia Nicosia | Selectie ADO Den Haag: |
| donderdag 4 augustus 2011 Aanvangstijd: 20:00 Plaats: Den Haag Kyocera Stadion Toeschouwers: 14.900 Scheidsrechter: Borg (Malta) | Derijck 53'                               | 1-0         |                | Coutinho, Ammi, Derijck, Leeuwin, Immers, Radosavljevic, Toornstra, Verhoek, Vicento, Chery WISSELS: 32' Mulders Ammi 72' Brouwer Vicento 77' Höcher Radosavljevic |
| |                                           |             |                | |
| |                                           |             |                | |

### KNVB Beker
| 2e ronde KNVB Beker | SVV Scheveningen       | 1 – 3 (1 – 1)           | ADO Den Haag                        | Selectie ADO Den Haag: |
| wo. 21 september 2011 Aanvangstijd: 17:00 uur Plaats: Scheveningen Houtrust Toeschouwers: 3.000 Scheidsrechter: Jack van Hulten | Sjaak Polak 15' (pen.) | 1 – 0 1 – 1 1 – 2 1 – 3 | 40' Horváth 80' Toornstra 86' Chery | BASISOPSTELLING: Zwinkels, – Ammi, Mörec, Horváth, Lukšík, – Immers , Radosavljevič, Toornstra, – W.Verhoek, J.Verhoek, Höcher RESERVEBANK: Coutinho, Leeuwin, Mulders, van Duinen, Visser, Elbers, Chery WISSELS: 45' Elbers W.Verhoek 64' Chery Höcher 90' van Duinen J.Verhoek |
| |                        |                         |                                     | |

| 3e ronde KNVB Beker                                                                                           | Vitesse              | 2 – 1             | ADO Den Haag                                                                    | Selectie ADO Den Haag: |
| wo. 26 oktober Aanvangstijd:18:45 Plaats: Arnhem GelreDome Toeschouwers:10.235 Scheidsrechter: Danny Makkelie | Pedersen 6' Bony 68' | 1 – 0 1 – 1 2 – 1 | 20' Chery 27' Horváth 38' W.Verhoek 48' J.Verhoek 76' Kum 84' Horváth 86' Chery | BASISOPSTELLING: Zwinkels, – Kum, Ammi, Horváth – Immers , Radosavljevič, Toornstra, Chery – W.Verhoek, J.Verhoek, Vicento RESERVEBANK: Coutinho, Supusepa, Lukšík, Mörec, Mulders, Visser, Elbers WISSELS: 87' Supusepa Toornstra 87' Mulders Ammi |
| |                      |                   |                                                                                 | |

### Eredivisie

#### Augustus
| 1e speelronde | ADO Den Haag      | 0 – 0 (0 – 0) | Vitesse | Selectie ADO Den Haag: |
| zo. 7 augustus 2011 Aanvangstijd: 14:30 uur Plaats: Den Haag Kyocera Stadion Toeschouwers: 11.792 Scheidsrechter: Blom | Radosavljevič 31' | Verslag Video |         | BASISOPSTELLING: Coutinho – Kum, Leeuwin, Supusepa, Lukšík – Immers , Radosavljevič, Toornstra – W.Verhoek, Vicento, Chery RESERVEBANK: Zwinkels, Mulders, Elbers, Höcher, Vogel, van Duinen, van Duijn WISSELS: 56' Höcher Chery 69' Mulders Vicento |
| |                   |               |         | |

| 2e speelronde | FC Groningen                                | 4 – 2 (3 – 0)                               | ADO Den Haag                       | Selectie ADO Den Haag: |
| zo. 14 augustus 2011 Aanvangstijd: 16:30 uur Plaats: Groningen Euroborg Toeschouwers: 21.000 Scheidsrechter: Van Boekel | Matavž 16' Matavž 21' Matavž 37' Bacuna 48' | 1 – 0 2 – 0 3 – 0 4 – 0 4 – 1 4 – 2 Verslag | 51' Immers 59' van Duinen 62' Ammi | BASISOPSTELLING: Coutinho – Kum, Leeuwin, Ammi, Lukšík – Immers , Radosavljevič, Toornstra – Vogel, Höcher, van Duinen RESERVEBANK: Zwinkels, Supusepa, Mulders, van Duijn, Chery, Brouwer WISSELS: 46' Mulders Radosavljevič 67' Chery Vogel 85' van Duijn Höcher |
| |                                             |                                             |                                    | |

| 3e speelronde | ADO Den Haag                                               | 0 – 3 (0 – 1)             | PSV                                    | Selectie ADO Den Haag: |
| zo. 21 augustus 2011 Aanvangstijd: 16:30 uur Plaats: Den Haag Kyocera Stadion Toeschouwers: 12.710 Scheidsrechter: Wegereef | W.Verhoek 31' Immers 41' Leeuwin 43' Kum 45' Toornstra 53' | 0 – 1 0 – 2 0 – 3 Verslag | 21' Mertens 24' Wijnaldum 39' Toivonen | BASISOPSTELLING: Coutinho, – Ammi, Kum, Leeuwin, Lukšík, – , Immers , Radosavljevič, Toornstra, – W.Verhoek, Vicento, van Duinen RESERVEBANK: Zwinkels, , Supusepa, Mulders, Elbers, , Chery, Höcher, Vogel WISSELS: 46' Mulders van Duinen 72' Chery Leeuwin |
| |                                                            |                           |                                        | |

| 4e speelronde | De Graafschap | 0 – 3 (0 – 1) | ADO Den Haag                                                     | Selectie ADO Den Haag: |
| za. 28 augustus 2011 Aanvangstijd: 12:30 uur Plaats: Doetinchem De Vijverberg Toeschouwers: 11.147 Scheidsrechter: Van Sichem |               | 0 – 1 Verslag | 14' Radosavljevič 45' Radosavljevič 83' W.Verhoek 87' van Duinen | BASISOPSTELLING: Coutinho, – Kum, Ammi, Lukšík, Supusepa – Leeuwin, Radosavljevič, Toornstra – W.Verhoek, Immers , Elbers, RESERVEBANK: Zwinkels, Chery, Mulders, van Duinen, Höcher, Wouter de Vogel WISSELS: 29' Mulders Ammi 46' v Duinen Radosavljevič 75' Chery Elbers |
| - Eerste overwinning van het seizoen voor ADO Den Haag                                                                        |               |               |                                                                  | |

#### September
| 5e speelronde | ADO Den Haag               | 0 – 1 (0 – 1)       | RKC Waalwijk        | Selectie ADO Den Haag: |
| za. 10 september 2011 Aanvangstijd: 18:45 uur Plaats: Den Haag Kyocera Stadion Toeschouwers: 13.000 Scheidsrechter: Serdar Gözübüyük | Kum 7' Ammi 53' Immers 61' | 0 – 1 Verslag Video | 39' Rick ten Voorde | BASISOPSTELLING: Coutinho, – Ammi, Kum, Horváth, Lukšík, – Immers , Radosavljevič, Toornstra, – W.Verhoek, J.Verhoek, Höcher RESERVEBANK: Zwinkels, Supusepa, Leeuwin, Elbers, Chery, Mulders, van Duinen WISSELS: 44' Leeuwin Kum 61' Chery J.Verhoek 74' van Duinen Höcher |
| - Tweede thuisnederlaag op rij, ADO weet in de eerste drie thuiswedstrijden van het seizoen niet te scoren.                          |                            |                     |                     | |

| 6e speelronde | FC Twente                                                 | 5 – 2 (1 – 1)                                     | ADO Den Haag                               | Selectie ADO Den Haag: |
| za. 18 september 2011 Aanvangstijd: 14:30 uur Plaats: Enschede De Grolsch Veste Toeschouwers: 23.000 Scheidsrechter: Gumienny | Janko 16' Janko 56' de Jong 72' Bajrami 77' de Jong 90+1' | 0 – 1 1 – 1 2 – 1 3 – 1 3 – 2 4 – 2 5 – 2 Verslag | 14' (pen.) Immers 77' J.Verhoek 79' Immers | BASISOPSTELLING: Coutinho, – Leeuwin, Ammi, Horváth, Lukšík, – Immers , Radosavljevič, Toornstra, – W.Verhoek, J.Verhoek, Charlton Vicento RESERVEBANK: Zwinkels, Chery, Mörec, Mulders, Elbers, van Duinen, Höcher WISSELS: 29' Höcher Vicento 61' Chery Radosavljevič |
| |                                                           |                                                   |                                            | |

| 7e speelronde | ADO Den Haag                                    | 2 – 0 (2 – 0)             | VVV-Venlo | Selectie ADO Den Haag: |
| za. 24 september 2011 Aanvangstijd: 18:45 uur Plaats: Den Haag Kyocera Stadion Toeschouwers: 13.000 Scheidsrechter: Björn Kuipers | J.Verhoek 21' Kum 22' Horváth 40' J.Verhoek 69' | 1 – 0 2 – 0 Verslag Video |           | BASISOPSTELLING: Coutinho, – Ammi, Kum, Horváth, Supusepa, – Immers , Radosavljevič, Toornstra, – W.Verhoek, J.Verhoek, Chery RESERVEBANK: Zwinkels, Lukšík, Leeuwin, Elbers, Höcher, Mörec, van Duinen WISSELS: 68' Elbers W.Verhoek 76' Mörec Horváth 88' van Duinen J.Verhoek |
| - Eerste thuisoverwinning voor ADO Den Haag, tijdens deze vierde thuiswedstrijd wist ADO pas voor het eerst te scoren             |                                                 |                           |           | |

#### Oktober
| 8e speelronde | Feyenoord | 0 – 3 (0 – 2)                   | ADO Den Haag                                                             | Selectie ADO Den Haag: |
| zo. 2 oktober 2011 Aanvangstijd: 14:30 uur Plaats: Rotterdam Stadion Feijenoord Toeschouwers: 41.000 Scheidsrechter: Pieter Vink                                           |           | 0 – 1 0 – 2 0 – 3 Verslag Video | 15' J.Verhoek 41' Kum 45' W.Verhoek 53' Chery 64' Supusepa 78' Toornstra | BASISOPSTELLING: Coutinho, – Ammi, Kum, Horváth, Supusepa, – Immers , Radosavljevič, Toornstra, – W.Verhoek, J.Verhoek, Chery RESERVEBANK: Zwinkels, Lukšík, Leeuwin, Elbers, Höcher, Mörec, van Duinen WISSELS: 60' van Duinen J.Verhoek 71' Leeuwin Supusepa 83' Elbers W.Verhoek |
| - Derde wedstrijd op rij waarbij aanwinst John Verhoek wist te scoren. Voor Feyenoord was het de grootste thuisnederlaag, sinds de 0-4 tegen FC Groningen op 8 april 2007. |           |                                 |                                                                          | |

| 9e speelronde | Roda JC                                     | 4 – 1 (1 – 1)                               | ADO Den Haag         | Selectie ADO Den Haag: |
| zo. 16 oktober 2011 Aanvangstijd: 14:30 uur Plaats: Kerkrade Parkstad Limburg Stadion Toeschouwers: 14.000 Scheidsrechter: Ruud Bossen | Malki 15' Donald 63' Malki 79' Vormer 90+1' | 0 – 1 1 – 1 2 – 1 3 – 1 4 – 1 Verslag Video | 1' Chery 39' Horváth | BASISOPSTELLING: Coutinho, – Ammi, Kum, Horváth, Supusepa, – Immers , Radosavljevič, Toornstra, – W.Verhoek, J.Verhoek, Chery RESERVEBANK: Zwinkels, Lukšík, Leeuwin, Mulders, Höcher, Mörec, van Duinen, Vicento WISSELS: 29' Leeuwin Ammi 46' Lukšík chery 66' Vicento W.Verhoek |
| - Tjaronn Chery scoorde na negen seconden een doelpunt.                                                                                |                                             |                                             |                      | |

| 10e speelronde | ADO Den Haag                                    | 1 – 0 (1 – 0)       | N.E.C. | Selectie ADO Den Haag: |
| za. 22 oktober 2011 Aanvangstijd: 18:45 uur Plaats: Den Haag Kyocera Stadion Toeschouwers: 13.133 Scheidsrechter: A Boucaut | J.Verhoek 25' J.Verhoek 45+1' Radosavljevič 77' | 1 – 0 Verslag Video |        | BASISOPSTELLING: Coutinho, – Leeuwin, Kum, Mörec, Supusepa, – Immers , Radosavljevič, Toornstra, – W.Verhoek, J.Verhoek, Chery RESERVEBANK: Zwinkels, Ammi, Lukšík, Vicento, Mulders, van Duinen, Visser WISSELS: 48' Ammi Leeuwin 88' Vicento W.Verhoek 90+2' Mulders Chery |
| - Tweede thuisoverwinning voor ADO Den Haag                                                                                 |                                                 |                     |        | |

| 11e speelronde | SC Heerenveen                                         | 4 – 0 (1 – 0)                         | ADO Den Haag                               | Selectie ADO Den Haag: |
| za. 29 oktober 2011 Aanvangstijd: 18:45 uur Plaats: Heerenveen Abe Lenstra Stadion Toeschouwers: 25.000 Scheidsrechter: Bas Nijhuis | Narsingh 43' Dost 77' (pen.) Dost 82' (pen.) Dost 87' | 0 – 1 2 – 0 3 – 0 4 – 0 Verslag Video | 65' Radosavljevič 76' Supusepa 85' Horváth | BASISOPSTELLING: Coutinho, – Ammi, Kum, Horváth, Supusepa, – Immers , Radosavljevič, Toornstra, – W.Verhoek, J.Verhoek, Chery RESERVEBANK: Zwinkels, Lukšík, Mulders, Visser, Mörec, van Duinen, Vicento WISSELS: 83' Vicento W.Verhoek 84' Mulders Immers |
| - Derde rode kaart in vier wedstrijden voor ADO, inclusief het derde KNVB Bekerduel                                                 |                                                       |                                       |                                            | |

#### November
| 12e speelronde | AZ                                | 3 – 0 (1 – 0)                              | ADO Den Haag                       | Selectie ADO Den Haag: |
| zo. 06 november 2011 Aanvangstijd: 14:30 uur Plaats: Alkmaar AFAS Stadion Toeschouwers: 16.222 Scheidsrechter: Serdar Gözübüyük | Holman 11' Maher 64' Altidore 83' | 1 – 0 2 – 0 3 – 0 Verslag[dode link] Video | 18' Immers 34' Mörec 84' Toornstra | BASISOPSTELLING: Coutinho – Ammi, Kum, Horváth, Mörec – Immers , Radosavljevič, Toornstra – W.Verhoek, J.Verhoek, Chery RESERVEBANK: Zwinkels, Lukšík, Mulders, Visser, Elbers, van Duinen, Vicento WISSELS: 74' Vicento J.Verhoek 82' Elbers W.Verhoek 86' Lukšík Kum |
| |                                   |                                            |                                    | |

| 13e speelronde | ADO Den Haag                                         | 2 – 2 (1 – 1)                         | FC Utrecht              | Selectie ADO Den Haag: |
| zo. 20 november 2011 Aanvangstijd: 12:30 uur Plaats: Den Haag Kyocera Stadion Toeschouwers: 11.350 Scheidsrechter: Richard Liesveld | Vicento 30' Immers 56' Immers 60' Ammi 73' Chery 76' | 0 – 1 1 – 1 2 – 1 2 – 2 Verslag Video | 10' Bovenberg 80' Kogel | BASISOPSTELLING: Coutinho – Ammi, Kum, Horváth, Supusepa, – Visser, Immers , Toornstra – Vicento, van Duinen, Chery RESERVEBANK: Zwinkels, , Lukšík, Höcher, Mörec, Elbers, J.Verhoek, Mulders, WISSELS: 68' Mörec Vicento 68' J.Verhoek Supusepa |
| |                                                      |                                       |                         | |

| 14e speelronde | Excelsior       | 1 – 1 (1 – 0)             | ADO Den Haag                                         | Selectie ADO Den Haag: |
| zo. 27 november 2011 Aanvangstijd: 12:30 uur Plaats: Rotterdam Woudestein Toeschouwers: 3.000 Scheidsrechter: Eric Braamhaar | van Steensel 1' | 1 – 0 1 – 1 Verslag Video | 24' Visser 24' Kum 24' Ammi 59' Toornstra 79' Visser | BASISOPSTELLING: Coutinho – Ammi, Kum, Supusepa, Lukšík – Mulders, Visser, Toornstra – Vicento, J.Verhoek, Chery RESERVEBANK: Zwinkels, Mörec, , Radosavljevič, Elbers, van Duinen, WISSELS: 33' van Duinen J.Verhoek 45' Höcher Lukšík 80' Radosavljevič Mulders |
| |                 |                           |                                                      | |

#### December
| 15e speelronde | ADO Den Haag                                   | 3 – 0 (1 – 0)                   | NAC Breda | Selectie ADO Den Haag: |
| za. 3 december 2011 Aanvangstijd: 19:45 uur Plaats: Den Haag Kyocera Stadion Toeschouwers: 10.500 Scheidsrechter: Sébastien Delferière | Vicento 34' Chery 42' Toornstra 62' Höcher 85' | 1 – 0 2 – 0 3 – 0 Verslag Video |           | BASISOPSTELLING: Coutinho – Ammi, Visser, Supusepa, Lukšík – Radosavljevič, Immers , Toornstra – Vicento, van Duinen, Chery RESERVEBANK: Zwinkels, Höcher, Liefden, Elbers, Schutte, Mulders, Boussaboun WISSELS: 61' Boussaboun Vicento 79' Höcher van Duinen |
| |                                                |                                 |           | |

| 16e speelronde | ADO Den Haag                                                 | 2 – 0 (1 – 0)             | Heracles Almelo | Selectie ADO Den Haag: |
| vr. 9 december 2011 Aanvangstijd: 20:00 uur Plaats: Den Haag Kyocera Stadion Toeschouwers: 12.000 Scheidsrechter: Ruud Bossen | van Duinen 8' Supusepa 68' Toornstra 70' Ammi 73' Immers 81' | 1 – 0 2 – 0 Verslag Video |                 | BASISOPSTELLING: Coutinho – Ammi, Kum, Visser, Supusepa, – Höcher, Immers , Toornstra – Boussaboun, van Duinen, Chery RESERVEBANK: Zwinkels, Lukšík, Liefden, Elbers, Leeuwin, J.Verhoek, Tihouna WISSELS: 41' Leeuwin Höcher 76' Elbers Chery 80' J.Verhoek van Duinen |
| |                                                              |                           |                 | |

| 17e speelronde | AFC Ajax                                           | 4 – 0 (1 – 0)           | ADO Den Haag | Selectie ADO Den Haag: |
| zo. 18 december 2011 Aanvangstijd: 12:30 uur Plaats: Amsterdam ArenA Toeschouwers: 46.854 Scheidsrechter: Kevin Blom | Eriksen 19' Janssen 58' Boelykin 79' Sulejmani 85' | 1 – 0 2 – 0 3 – 0 4 – 0 | 10' Leeuwin  | BASISOPSTELLING: Coutinho – Ammi, Kum, Supusepa, Lukšík – Leeuwin, Boussaboun, Visser, Immers – Chery, van Duinen, Vicento RESERVEBANK: Zwinkels, Höcher, N'Toko, W.Verhoek, Liefden, J.Verhoek, Mulders WISSELS: 40' N'Toko van Duinen 69' J.Verhoek Vicento 73' W.Verhoek Boussaboun |
| |                                                    |                         |              | |

#### Januari
| 18e speelronde | ADO Den Haag                                               | 3 – 3 (2 – 1)                       | Roda JC Kerkrade               | Selectie ADO Den Haag: |
| vr. 20 januari 2012 Aanvangstijd: 20:00 uur Plaats: Den Haag Kyocera Stadion Toeschouwers: 14.003 Scheidsrechter: Reinold Wiedemeijer | J. Verhoek 3' Vicento 24' Vicento 58' Kum 85' Supusepa 85' | 1 – 0 1 – 1 2 – 1 2 – 2 3 – 2 3 – 3 | 15' Junker 48' Malki 82' Malki | BASISOPSTELLING: Coutinho, Kum, Supusepa, Horváth, Visser, Immers, Toornstra, Chery, J. Verhoek, W. Verhoek, Vicento RESERVEBANK: Zwinkels, Boussaboun, Van Duinen, Lukšík, N'Toko, Radosavljevič, Elbers WISSELS: 66' Boussaboun Vicento 85' Van Duinen J. Verhoek |
| |                                                            |                                     |                                | |

| 19e speelronde | N.E.C.                                | 2 – 0 (2 – 0) | ADO Den Haag                   | Selectie ADO Den Haag: |
| zo. 29 januari 2012 Aanvangstijd: 16:30 uur Plaats: Nijmegen Goffertstadion Toeschouwers: 12.300 Scheidsrechter: Maarten Ketting | Schöne 8' Schöne 17' (pen) Conboy 85' | 1 – 0 2 – 0   | 17' Horváth 46' Kum 72' Visser | BASISOPSTELLING: Coutinho, Kum, Supusepa, Horváth, Visser, Immers, Toornstra, Radosavljevič, Chery, W. Verhoek, J. Verhoek RESERVEBANK: Zwinkels, Boussaboun, Van Duinen, Lukšík, N'Toko, Vicento, Mulders WISSELS: 46' Vicento Radosavljevič 46' N'Toko Horváth 77' Van Duinen W. Verhoek |
| |                                       |               |                                | |

#### Februari
| 20e speelronde | ADO Den Haag | 0 – 6 (0 – 1)                       | AZ                                                                           | Selectie ADO Den Haag: |
| wo. 8 februari 2012 Aanvangstijd: 19:00 uur Plaats: Den Haag Kyocera Stadion Toeschouwers: 8.756 Scheidsrechter: Kevin Blom                               | Supusepa 39' | 0 – 1 0 – 2 0 – 3 0 – 4 0 – 5 0 – 6 | 33' Benschop 47' Benschop 69' Benschop 73' Martens 85' Altidore 88' Altidore | BASISOPSTELLING: Coutinho, Supusepa, Horváth, N'Toko, Visser, Immers, Toornstra, Chery, J. Verhoek, Boussaboun, Vicento RESERVEBANK: Zwinkels, Ammi, Smolarek, Lukšík, Radosavljevič, Mulders, Lalkovič WISSELS: 56' Ammi Horváth 68' Smolarek Visser 78' Lukšík Boussaboun |
| - Wedstrijd stond oorspronkelijk gepland voor zaterdag 4 februari 2012 18:45 uur. De wedstrijd werd toen afgelast wegens onbespeelbaar veld wegens vorst. |              |                                     |                                                                              | |

| 21e speelronde | FC Utrecht                                  | 1 – 1 (1 – 1) | ADO Den Haag                                   | Selectie ADO Den Haag: |
| zo. 12 februari 2012 Aanvangstijd: 12:30 uur Plaats: Utrecht Stadion Galgenwaard Toeschouwers: 19.000 Scheidsrechter: Bas Nijhuis | Van der Maarel 28' Demouge 30' Sneijder 86' | 1 – 0 1 – 1   | 42' Horváth 43' Immers 45' Supusepa 90' Immers | BASISOPSTELLING: Coutinho, Kum, Supusepa, Horváth, Visser, Immers, Toornstra, Radosavljevič, Chery, J. Verhoek, Vicento RESERVEBANK: Zwinkels, Boussaboun, Lukšík, N'Toko, Mulders, Smolarek, Lalkovič WISSELS: 61' Zwinkels Coutinho 66' N'Toko Horváth 82' Smolarek Vicento |
| |                                             |               |                                                | |

| 22e speelronde | ADO Den Haag                          | 1 – 1 (0 – 1) | SBV Excelsior                                                 | Selectie ADO Den Haag: |
| za. 18 februari 2012 Aanvangstijd: 19:45 uur Plaats: Den Haag Kyocera Stadion Toeschouwers: 12.000 Scheidsrechter: Jan Wegereef | De Graaf e.d.' (35) Radosavljevič 90' | 1 – 0 1 – 1   | 24' Vincken 49' Alberg 56' Broerse 71' Van Steensel 90' Smith | BASISOPSTELLING: Coutinho, Ammi, Kum, Lukšík, Visser, Immers, Toornstra, Radosavljevič, Chery, J. Verhoek, Boussaboun RESERVEBANK: Zwinkels, Lalkovič, Liefden, Mulders, Smolarek, Elbers, N'Toko WISSELS: 54' N'Toko Ammi 66' Lalkovič J. Verhoek |
| |                                       |               |                                                               | |

| 23e speelronde | NAC Breda                                                          | 4 – 0 (2 – 0)           | ADO Den Haag                                                   | Selectie ADO Den Haag: |
| za. 25 februari 2012 Aanvangstijd: 18:45 uur Plaats: Breda Rat Verlegh Stadion Toeschouwers: 17.750 Scheidsrechter: Ruud Bossen | Kolk 6' Luijckx 11' Sarpong 58' Kolk 64' Luijckx 67' Botteghin 90' | 1 – 0 2 – 0 3 – 0 4 – 0 | 10' Boussaboun 52' J. Verhoek 56' Immers 59' Kum 85' Toornstra | BASISOPSTELLING: Coutinho, Kum, Lukšík, Supusepa, Visser, Immers, Toornstra, Chery, J. Verhoek, Boussaboun, Elbers RESERVEBANK: Zwinkels, Mulders, Smolarek, Horváth, N'Toko, Tihouna, Van Duijn WISSELS: 69' Smolarek Chery 81' Mulders Elbers |
| |                                                                    |                         |                                                                | |

#### Maart
| 24e speelronde | ADO Den Haag      | 0 – 0 (0 – 0) | SC Heerenveen | Selectie ADO Den Haag: |
| za. 3 maart 2012 Aanvangstijd: 18:45 uur Plaats: Den Haag Kyocera Stadion Toeschouwers: 12.079 Scheidsrechter: Danny Makkelie | Radosavljevič 70' |               |               | BASISOPSTELLING: Coutinho, Kum, Omeruo, Supusepa, Horváth, Visser, Toornstra, Radosavljevič, Chery, Smolarek, Elbers RESERVEBANK: Zwinkels, Lukšík, Mulders, N'Toko, J. Verhoek, Boussaboun, Van Duijn WISSELS: 68' Boussaboun Elbers 72' J. Verhoek Smolarek 89' N'Toko Omeruo |
| |                   |               |               | |

| 25e speelronde | Heracles Almelo | 0 – 1 (0 – 2) | ADO Den Haag                       | Selectie ADO Den Haag: |
| za. 10 maart 2012 Aanvangstijd: 19:45 uur Plaats: Almelo Polman Stadion Toeschouwers: 8.402 Scheidsrechter: Maarten Ketting | Looms 78'       | 0 – 1 0 – 2   | 5' Toornstra 78' Chery 83' Vicento | BASISOPSTELLING: Coutinho, Kum, Omeruo, Supusepa, Horváth, Visser, Immers, Toornstra, Radosavljevič, Chery, Boussaboun RESERVEBANK: Zwinkels, N'Toko, Lalkovič, Vicento, Lukšík, J. Verhoek, Elbers WISSELS: 80' Vicento Chery 87' N'Toko Omeruo 90' Lalkovič Toornstra |
| |                 |               |                                    | |

| 26e speelronde | ADO Den Haag                                   | 0 – 2 (0 – 0) | AFC Ajax                                               | Selectie ADO Den Haag: |
| zo. 18 maart 2012 Aanvangstijd: 12:30 uur Plaats: Den Haag Kyocera Stadion Toeschouwers: 12.000 Scheidsrechter: Bas Nijhuis | Boussaboun 25' Toornstra 35' Radosavljevič 44' | 0 – 1 0 – 2   | 40' Alderweireld 48' Lukoki 61' Vertonghen 78' Janssen | BASISOPSTELLING: Coutinho, Kum, Omeruo, Lukšík, Horváth, Visser, Immers, Toornstra, Radosavljevič, Chery, Boussaboun RESERVEBANK: Zwinkels, Supusepa, Vicento, Buwalda, J. Verhoek, Smolarek, Elbers WISSELS: 46' Vicento Visser 70' Supusepa Lukšík 87' Buwalda Omeruo |
| |                                                |               |                                                        | |

| 27e speelronde | ADO Den Haag                       | 1 – 1 (1 – 0) | FC Twente                       | Selectie ADO Den Haag: |
| za. 24 maart 2012 Aanvangstijd: 20:45 uur Plaats: Den Haag Kyocera Stadion Toeschouwers: 12.000 Scheidsrechter: Serdar Gözübüyük | Smolarek 6' Vicento 37' Omeruo 90' | 1 – 0 1 – 1   | 50' Rosales 62' Plet 87' Kuiper | BASISOPSTELLING: Coutinho, Kum, Omeruo, Supusepa, Horváth, Visser, Immers, Chery, Smolarek, Elbers, Vicento RESERVEBANK: Zwinkels, Ammi, J. Verhoek, Lalkovič, Broekhuizen, Mulders, Lukšík WISSELS: 63' J. Verhoek Vicento 63' Mulders Elbers 70' Ammi Smolarek |
| |                                    |               |                                 | |

#### April
| 28e speelronde | RKC Waalwijk                                 | 1 – 0 (1 – 0) | ADO Den Haag | Selectie ADO Den Haag: |
| zo. 1 april 2012 Aanvangstijd: 14:30 uur Plaats: Waalwijk Mandemakers Stadion Toeschouwers: 6.000 Scheidsrechter: Richard Liesveld | Németh 23' Castillion 77' Van Mosselveld 90' | 1 – 0         |              | BASISOPSTELLING: Coutinho, Kum, Omeruo, Supusepa, Horváth, Visser, Immers, Toornstra, Radosavljevič, Chery, Smolarek RESERVEBANK: Zwinkels, Lukšík, Mulders, Ammi, Vicento, J. Verhoek, Elbers WISSELS: 58' Vicento Radosavljevič 59' Ammi Horváth 74' J. Verhoek Supusepa |
| |                                              |               |              | |

| 29e speelronde | ADO Den Haag                                                  | 3 – 0 (1 – 0)     | FC Groningen             | Selectie ADO Den Haag: |
| do. 12 april 2012 Aanvangstijd: 21:00 uur Plaats: Den Haag Kyocera Stadion Toeschouwers: 12.000 Scheidsrechter: Tom van Sichem | Toornstra 33' Vicento 38' Omeruo 59' Vicento 68' Smolarek 79' | 1 – 0 2 – 0 3 – 0 | 22' Bacuna 28' Kappelhof | BASISOPSTELLING: Coutinho, Kum, Omeruo, Supusepa, Horváth, Visser, Immers, Toornstra, Chery, Smolarek, Vicento RESERVEBANK: Zwinkels, N'Toko, Lukšík, Radosavljevič, J. Verhoek, Elbers, Boussaboun WISSELS: 85' Elbers Vicento 88' Boussaboun Smolarek 89' J. Verhoek Immers |
| |                                                               |                   |                          | |

| 30e speelronde                                                                                                   | SBV Vitesse | 1 – 0 (0 – 0) | ADO Den Haag           | Selectie ADO Den Haag: |
| zo. 15 april 2012 Aanvangstijd: 14:30 uur Plaats: Arnhem GelreDome Toeschouwers: 15.261 Scheidsrechter: Wim Smet | Ibarra 60'  | 1 – 0         | 50' Immers 79' Vicento | BASISOPSTELLING: Coutinho, Omeruo, Supusepa, Horváth, N'Toko, Visser, Immers, Toornstra, Chery, Smolarek, Vicento RESERVEBANK: Zwinkels, Boussaboun, Lukšík, J. Verhoek, Elbers, Radosavljevič, Mulders WISSELS: 73' Boussaboun Toornstra 83' J. Verhoek N'Toko 88' Elbers Vicento |
| |             |               |                        | |

| 31e speelronde | ADO Den Haag     | 1 – 2 (0 – 0)     | Feyenoord                                                | Selectie ADO Den Haag: |
| zo. 22 april 2012 Aanvangstijd: 12:30 uur Plaats: Den Haag Kyocera Stadion Toeschouwers: 13.248 Scheidsrechter: Pieter Vink | Immers 89' (pen) | 0 – 1 0 – 2 1 – 2 | 31' Martins Indi 46' Schaken 70' Fernandez 82' El Ahmadi | BASISOPSTELLING: Coutinho, Ammi, Supusepa, Horváth, N'Toko, Visser, Immers, Toornstra, Chery, Smolarek, Vicento RESERVEBANK: Zwinkels, Lukšík, Mulders, Boussaboun, Van Duinen, Elbers, Radosavljevič WISSELS: 46' Radosavljevič N'Toko 61' Elbers Smolarek 67' Van Duinen Chery |
| |                  |                   |                                                          | |

| 32e speelronde | VVV-Venlo                                     | 2 – 1 (2 – 1)     | ADO Den Haag                                               | Selectie ADO Den Haag: |
| za. 28 april 2012 Aanvangstijd: 20:45 uur Plaats: Venlo Seacon Stadion – De Koel - Toeschouwers: 7.500 Scheidsrechter: Jack van Hulten | Maguire 5' Omeruo 22' (e.d.) Leiwakabessy 41' | 1 – 0 1 – 1 2 – 1 | 15' Omeruo 19' Omeruo 69' Omeruo 89' Immers 90' Boussaboun | BASISOPSTELLING: Coutinho, Ammi, Omeruo, Supusepa, Horváth, Visser, Immers, Toornstra, Chery, Van Duinen, Vicento RESERVEBANK: Zwinkels, N'Toko, Lukšík, Radosavljevič, Elbers, Boussaboun, Smolarek WISSELS: 62' Elbers Vicento 76' Boussaboun Van Duinen 87' Smolarek Horváth |
| |                                               |                   |                                                            | |

#### Mei
| 33e speelronde | PSV                                                       | 5 – 0 (2 – 0)                 | ADO Den Haag          | Selectie ADO Den Haag: |
| wo. 2 mei 2012 Aanvangstijd: 20:00 uur Plaats: Eindhoven Philips Stadion Toeschouwers: 33.000 Scheidsrechter: Eric Braamhaar | Lens 22' Toivonen 38' Toivonen 62' Labyad 66' Mertens 88' | 1 – 0 2 – 0 3 – 0 4 – 0 5 – 0 | 35' N'Toko 90' Visser | BASISOPSTELLING: Coutinho, Ammi, Supusepa, Horváth, N'Toko, Visser, Toornstra, Chery, Smolarek, Elbers, Vicento RESERVEBANK: Zwinkels, Lukšík, Van Duinen, Radosavljevič, Buwalda, Boussaboun, Mulders WISSELS: 67' Van Duinen Smolarek 81' Lukšík N'Toko |
| |                                                           |                               |                       | |

| 34e speelronde | ADO Den Haag                      | 3 – 5 (2 – 2)                                   | BV De Graafschap                                                                                         | Selectie ADO Den Haag: |
| zo. 6 mei 2012 Aanvangstijd: 14:30 uur Plaats: Den Haag Kyocera Stadion Toeschouwers: 14.273 Scheidsrechter: Reinold Wiedemeijer | Vicento 11' Immers 23' Immers 54' | 1 – 0 1 – 1 2 – 1 2 – 2 3 – 2 3 – 3 3 – 4 3 – 5 | 14' (e.d.) Radosavljevič 24' De Leeuw 28' Saeijs 60' De Leeuw 65' De Leeuw 67' Vermouth 78' El Hassnaoui | BASISOPSTELLING: Coutinho, Ammi, Omeruo, Supusepa, Horváth, Immers, Toornstra, Radosavljevič, Chery, Elbers, Vicento RESERVEBANK: Zwinkels, Lukšík, N'Toko, Mulders, Boussaboun, Van Duinen, Smolarek WISSELS: 59' Mulders Radosavljevič 62' Smolarek Elbers 77' Boussaboun Ammi |
| |                                   |                                                 | | |

## Voetnoten
ADO Den Haag ·
Ajax ·
AZ ·
Excelsior ·
Feyenoord ·
De Graafschap ·
FC Groningen ·
sc Heerenveen ·
Heracles Almelo ·
NAC Breda ·
N.E.C. ·
PSV ·
RKC Waalwijk ·
Roda JC Kerkrade ·
FC Twente ·
FC Utrecht ·
Vitesse ·
VVV-Venlo